# Enrique García-Máiquez
Enrique García-Máiquez (Múrcia, 1969 -mas vive no Puerto de Santa María-) é poeta: até agora tem publicado três livros. Escreve também ensaios, artigos de crítica literária e colunas jornalísticas. Está casado e é pai de uma menina.
Dentro da poesia espanhola contemporânea, Ángel Luis Prieto de Paula assinala-o como alguém que tem conseguido levar por uma senda de rehumanización, em sua busca de uma arte de vocação totalizadora. Para Abel Feu sua poesia destaca por seu humor, jogos e distorsiones idiomáticas, domínio métrico, versatilidad estrófica, cercania e cotidianidad (...), todo sustentado pelo meditado impulso lírico e a visão trascendente. Tem aparecido também em várias antologías, as de Magalhães, Baltanás e Feu.
Em prosa tem publicado O que tem llovido, uma antología de textos de seu blog. Mantém uma coluna de opinião nos jornais do Grupo Joly. Publica crítica poética em imprensa e revistas especializadas, como Clarín, Númenor, ou Poesia digital. Codirigió a revista literária Nadie parecía para a editorial Renacimiento (Prêmio Nacional à Edição em 2003). 

## Publicações

### Poesia
- Haz de luz (Pre-Textos, Valencia, 1996). Prêmio Villa de Cox.
- Ardua mediocritas (Ánfora Nova, Rute, 1997). Prêmio Nacional de Poesía "Mariano Roldán", 1996.
- Casa propia (Renacimiento, Sevilla, 2004).[4]
- Alguien distinto (Colección Haiku. Los papeles del sitio, Valencina, 2005).
- Con el tiempo (Renacimiento, Sevilla, 2010)

### Prosa
- Lo que ha llovido (Númenor, Sevilla, 2009).[5]

### Edições de outros poetas
- De Miguel d'Ors: 2001. Poesías escogidas (Númenor, Sevilla, 2001).
- De Luis Rosales: Antología poética (Rialp, Madrid, 2005).
- De José Miguel Ibáñez Langlois: Oficio (Antología poética) (Númenor, Sevilla, 2006).
- De Pedro Sevilla: Todo es para siempre. Antología poética (Renacimiento, Sevilla 2009).

### Traduções de poesia
- De G. K. Chesterton Lepanto y otros poemas. Poemas escogidos (Renacimiento, Sevilla, 2003).
- De Mario Quintana Puntos suspensivos (antología) (Los papeles del sitio, Valencina, 2007).[6]

### Prólogos a livros alheios
- De Pablo Moreno Prieto, De alguna manera (Altair, Sevilla, 1999).
- De G. K. Chesterton, La superstición del divorcio (tradução de Aurora Rice) (Los papeles del sitio, Valencina, 2007).
- De Aquilino Duque, Los agujeros negros (Paréntesis, Sevilla, 2009).
- De Pedro Sevilla, Todo es para siempre (Renacimiento, Sevilla 2009).
- De G. K. Chesterton, La cosa y otros artículos de fe (tradução con Aurora Rice) (Renacimiento, Sevilla 2010).